# Gustave Vogt
Pour les articles homonymes, voir Vogt.
Gustave Vogt, né le 18 mars 1781 à Strasbourg et mort le 30 mai 1870 à Paris, est un hautboïste et compositeur français.

## Biographie
Vogt suivit fort jeune ses parents à Paris, où il entra au Conservatoire le 7 juillet 1798 et devint élève de François Sallantin pour le hautbois. Il fit de si rapides progrès que le premier prix de cet instrument lui fut décerné à la fin de l’année suivante. Il suivit plus tard dans la même école le cours d’harmonie de Jean-Baptiste Rey. 
Entré à l’orchestre du théâtre Montansier comme second hautbois en 1798, il en sortit pour aller à celui de l’Ambigu-Comique, d’où il passa, le 31 mai 1801, à l’Opéra Italien du théâtre des Victoires nationales, en qualité de premier hautbois. Vogt suivit ensuite l’empereur Napoléon comme hautboïste de la musique de la garde impériale dans la campagne de 1805. Lors de la bataille d'Austerlitz, il connut à Vienne Joseph Haydn et Ludwig van Beethoven. De retour à Paris, il eut la place de premier hautbois du théâtre Feydeau et la conserva jusqu’en 1814. Entré alors à l’Opéra comme successeur de son maître Sallantin, il y resta jusqu’en 1854, époque de sa retraite.
Devenu membre de la Société des concerts du Conservatoire à l’époque de son institution en 1838, il y fut attaché comme premier hautbois jusqu’en 1844. En 1835, il fut appelé à Londres, pour la saison, comme premier hautbois de la Société philharmonique. En 1838, Vogt fit un second voyage à Londres et y passa la saison, recherché pour son talent dans toutes les sociétés musicales. De retour à Paris, il reprit sa position de premier hautbois de la Société des concerts du Conservatoire, où il se faisait autant remarquer par la beauté du son qu’il tirait de l’instrument que par le fini de son exécution.
Dès 1808, il avait été nommé professeur adjoint de hautbois au Conservatoire, où il devint professeur en titre lors de la nouvelle organisation de 1816. Il y forma tous les hautboïstes français qui se sont fait un nom à cette époque, particulièrement Henri Brod, Stanislas Verroust, Vinit, Barré, Lavigne, de La Barre et plusieurs autres. Nommé premier hautbois de la chapelle du roi en 1815, il conserva cette position jusqu’à la Révolution de Juillet 1830. En 1839, il reçut la décoration de l’ordre de la Légion d'honneur. Vogt prit sa retraite de professeur du Conservatoire en 1853.

## Œuvres
On a gravé de la composition de Vogt :
- Airs du ballet de Nina et de l’Épreuve villageoise, arrangés en sérénade pour des instruments à vent, Paris, Frey ;
- La Bordelaise, grande marche militaire en harmonie, Paris, A. Petit ;
- Sérénade pour harmonie militaire, Paris, Frey ;
- Première sérénade sur un choix d’airs d’opéras, ibid. ;
- Trois nocturnes ou pots-pourris d’airs connus pour flûte, hautbois, cor et basson, Paris, Pleyel ;
- Concertos pour hautbois et orchestre, n° 1 (en fa) : n° 3 (en ré mineur), Paris, Pleyel ;
- Romance de Joseph variée pour le hautbois, avec orchestre, Paris, Sieber ;
- Trois airs variés idem, Paris, Janet ;
- Solo du Carnaval de Venise varié idem, ibid. ;
- Troisième concerto pour hautbois et orchestre, Paris, Janet ;
- Lettre A. Solo pour cor anglais et orchestre, Paris, Richault ;
- Air varié pour hautbois avec orchestre ou piano, lettre B, ibid. ;
- Concerto pour hautbois et orchestre ou piano, lettre C, ibid. ;
- Duo pour deux hautbois et orchestre ou piano , ibid. ;
- Mélodie anglaise variée, pour le hautbois et l’orchestre ou le piano, ibid. ;
- Quatrième concertino pour hautbois, Paris, Costallat ;
- Adagio religioso, trio pour deux hautbois et cor anglais, Paris, Richault ;
- Fantaisie et variations sur un thème russe, pour hautbois avec accompagnement de piano, ibid. ;
- Six Solos de concert pour le hautbois avec accompagnement de piano, ibid. ;